# 경계선 지적 기능
경계선 지능(borderline intellectual functioning, borderline mental retardation, (in the ICD-8))은 일종의 인지 장애의 하나로, 비장애인과 지적 장애인 지능의 중간, 정확히는 경계선상에 위치하는 지능이다. 암기 능력, 분별력, 인지력 등이 일반인에 비해 현저히 떨어진다. 그러나 외관상 정상인이고 의사소통은 가능하여, 이들의 행동이 고의적인 것으로 오해받기도 한다.
평균(BAIQ) 이하 IQ(below average IQ)라고도 한다. 이 그룹은 정신적으로 장애가 있어 숙련성 작업, 전문 기술 습득에 다소 어려움을 보인다. 외관상 정상인이라 진료나 상담의 기회가 주어지지 않는 사례도 존재한다. 다른 별칭으로는 경계선 정신 지체(Borderline mental retardation), 경계선 정신 결핍(borderline mental deficiency), 경계선 지능(borderline intelligence), 결핍 지능(deficientia intelligentiæ) 등으로도 부른다.

## 개요
경계선 지능의 DSM-IV-TR 코드는 V62.89이고, DSM-5 진단 코드는 V62.89 및 R41.83이다.
평균(일반적으로 70~85 IQ) 인식 능력이지만 지적 장애(70 미만)만큼 심각하지는 않은 정도인 지능의 한 분류이다. BAIQ(below average IQ)로 부르기도 한다. 기술적으로는 인지 능력 결손이지만 이 그룹은 특화된 서비스의 자격이 주어지는 지적 장애에 충분히 해당되지 않을 수 있다.
일부 암기 능력과 판단능력, 분별력이 일반인에 비해 현저하게 떨어진다. 통학 기간 중 경계선 지적 지능이 있는 사람들은 대부분 학습지진아(學習遲進兒)들이며, 그러나 외관상으로는 지적 장애가 아닌 정상인으로 보이며, 의사소통도 가능하기에, 주위로부터 고의적으로 하는 행동으로 오해를 사기도 한다.
유전병과 결합된 증후군적인 경계선 지능의 경우 고등학교 이상의 학력을 수학하기 힘들고, 주위의 배려가 없다면 고등학교를 마치지 못하기도 한다. 성인이 되면 학업 이수나 훈련 이수를 실패하고, 비숙련, 비전문성 단순노동 등의 다소 낮은 사회경제적 지위를 갖게 된다. 사회활동과 대화, 의사소통은 가능하나 정상지능에 비해 사물, 상황을 인식, 판단하는 능력이 부족하여, 범죄의 피해자가 될 빈도는 일반인보다는 높다. 경계선 지적 지능은 인지력 장애이지만, 환경, 여건 등에 따라 학교에서 특수 교육을 받지 못하는 사례도 존재한다.

## 국내법상 경계성지능 장애인만 응시할 수 있는 관련 자격증
- 위키백과 복지 혜택 문서를 참고

## 기타
DSM-5에 따르면, 경계선 지능과, 가벼운 경증의 지적 장애를 구별하려면 적응력 및 지적 기능과 그 변형에 대한 다소 세심한 평가가 필요하며, 특히 표준화된 검사(예, 주의력 검사)에 대한 환자의 순응에 영향을 줄 수있는 병적 정신과적 장애가 있는 경우, 또는 충동성 또는 정신 분열증이 있는 주의력 결핍 과잉행동장애(ADHD)) 여부도 세심하게 살펴봐야 된다고 한다.

## 관련 서적
- 박찬선, 장세희, <경계선 지능을 가진 아이들> (이담북스, 2018)
- 박찬선, <경계선 지능과 부모> (이담북스, 2020)

## 같이 보기
- 지적 장애
- 지체 장애
- 경계성 인격장애

## 참고 문헌
- Gillberg, Christopher (1995). 《Clinical child neuropsychiatry》. Cambridge: Cambridge University Press. 47–48쪽. ISBN 0-521-54335-5.
- Harris, James C. (2006). 《Intellectual disability : understanding its development, causes, classification, evaluation, and treatment》. New York: Oxford University Press. ISBN 0-19-517885-8.
- Ninivaggi, Frank J., Borderline intellectual functioning and academic problems. In: Sadock BJ, Sadock VA, Ruiz P, eds. Kaplan & Sadock's Comprehensive Textbook of Psychiatry. 9th ed. Vol. II. Philadelphia: Wolters Kluver/Lippincott Williams and Wilkins; 2009: 2505-2512. ISBN 978-07817-6899-3.